# 細井倞
細井 倞（ほそい りょう、1904年10月23日 - 1987年10月18日）は、日本の経営者。同和火災海上保険社長、会長を務めた。北海道出身。

## 経歴
1929年に東京帝国大学経済学部経済学科を卒業し、同年4月に神戸海上火災保険に入社。1944年3月に同和火災海上保険に転じ、1950年6月に取締役に就任し、1958年6月に常務、1962年12月に専務を経て、1968年6月には社長に就任。1978年7月から1979年7月までに会長を務めた。
1978年7月に藍綬褒章を受章し、1979年9月に勲四等旭日小綬章を受章。
1987年10月18日心不全のために死去。82歳没。